# Eusarsiella childi
Eusarsiella childi är en kräftdjursart som beskrevs av Louis S. Kornicker 1986. Eusarsiella childi ingår i släktet Eusarsiella och familjen Sarsiellidae. Inga underarter finns listade i Catalogue of Life.